# John Forbes (seglare)
John Forbes, född den 29 januari 1970 i Sydney, är en australisk seglare.
Han tog OS-silver i tornado i samband med de olympiska seglingstävlingarna 2000 i Sydney.